# Viktor Sidor
Viktor Sidor (20. října 1926 Porostov – 1. ledna 2007) byl slovenský a československý vysokoškolský učitel, politik Komunistické strany Slovenska a poslanec Sněmovny lidu Federálního shromáždění za normalizace.

## Biografie
V roce 1952 absolvoval Vysokou školu zemědělského a lesnického inženýrství v Košicích. Působil pak jako vědecký aspirant, později asistent, docent a profesor na Katedře speciální zootechniky Vysoké školy zemědělské v Nitře, kam byla po jejím zrušení v roce 1952 přesunuta košická vysoká škola. Zde postupně zastával posty děkana Agronomické fakulty a prorektora celé školy. Ve své vědecké dráze se zaměřoval na problematiku šlechtění a technologických řešení velkochovů. Inicioval vznik Etologického centra. Publikoval víc než 400 odborných studií a podílel se na 26 knihách.
Ve volbách roku 1981 zasedl do Sněmovny lidu (volební obvod č. 150 – Nitra, Západoslovenský kraj). Mandát obhájil ve volbách roku 1986 (obvod Nitra). Ve Federálním shromáždění setrval do konce funkčního období, tedy do svobodných voleb roku 1990. Netýkal se ho proces kooptací do Federálního shromáždění po sametové revoluci.